# Círculo de hermenéutica
Círculo de hermenéutica es un grupo de filosofía que estuvo vigente en México entre las décadas de 1980 y 2000. Algunos de sus prominentes participantes, promotores y fundadores han sido Mariflor Aguilar Rivero, Ambrosio Velasco y Mauricio Beuchot. En la historia de la filosofía mexicana, la cual se ha debatido en buena medida en la Universidad Nacional Autónoma de México, tuvo y sigue teniendo un lugar fundamental.
Tras la caída de los paradigmas marxistas y comunistas en la filosofía mexicana y en búsqueda de una posición crítica frente a la filosofía analítica la hermenéutica en México representó una vía de estudio y ejecución de la filosofía que tomó distancia también de las grandes metafísicas y de la filosofía más clásica.
Cuestionando la metafísica, como herencia de los maestros del exilio español en México, como José Gaos y Eduardo Nicol; pero también intentando una salida diferente a la propuesta por el marxismo del también exiliado español Adolfo Sánchez Vázquez, la hermenéutica se convirtió en un lugar común de reflexión.
Bajo la influencia directa de las hermenéuticas alemanas de Martin Heidegger y Hans-Georg Gadamer, primero, y posteriormente de la del francés Paul Ricoeur, los filósofos mexicanos comenzaron a tener una ingente producción en estos temas.
Durante más de diez años se celebraron en la Facultad de Filosofía y Letras de la UNAM las Jornadas de hermenéutica, en las que participaron anualmente los miembros fundadores del grupo, así como los alumnos que formaron, los cuales en buena medida son hoy la nueva generación de profesores de la Facultad. 
En 2004, se organizó el más importante congreso internacional en Latinoamérica sobre hermenéutica. Tuvo como tema central "Gadamer y las humanidades" y a él asistieron muchos de los más reconocidos hermeneutas. 
La presencia del Círculo de hermenéutica fuera de México se hizo patente, por ejemplo, en los vínculos con el grupo "Ontología, lenguaje, hermenéutica" encabezado por Teresa Oñate en la UNED y con la Cátedra de Hermenéutica Crítica, codirigida por Oñate y Ángela Sierra de la Universidad de la Laguna, Tenerife.
También están los debates de Mauricio Beuchot con el italiano Gianni Vattimo acerca de la propuesta de hermenéutica analógica del mexicano.
La aportación fundamental del Círculo de hermenéutica fue la invención de una manera de filosofar que mantiene un compromiso con la realidad, con la sociedad y que dialoga críticamente con la historia de la filosofía. 
Selección de la producción filosófica del Círculo de hermenéutica:
Mariflor Aguilar Rivero Confrontación, crítica y hermenéutica. Gadamer, Ricoeur, Habermas, México, 1998.
Mariflor Aguilar Rivero Trazos de la hermenéutica de Gadamer. México, UNAM, 2005. 
Mariflor Aguilar Rivero Entresurcos de Verdad y método. México, UNAM, 2006.
Mariflor Aguilar Rivero y María Antonia González Valerio, Gadamer y las humanidades I. Ontología, lenguaje y estética. México, UNAM, 2007.
Raúl Alcalá y Jorge Reyes, Gadamer y las humanidades II. Filosofía, historia y ciencias sociales. México, UNAM, 2007.
Ambrosio Velasco Tradiciones naturalistas y hermenéuticas en la filosofía de las ciencias sociales. México, UNAM, 2000.
Ambrosio Velasco y Mauricio Beuchot Jornadas hermenéuticas. 5 volúmenes. México, UNAM.
Mauricio Beuchot Tratado de hermenéutica analógica. México, UNAM/Itaca, 1997.
Mauricio Beuchot Perfiles esenciales de la Hermenéutica. México, UNAM, 1997.
Mauricio Beuchot Hermenéutica, analogía y símbolo. México, Herder, 2004.
María Antonia González Valerio El arte develado. Consideraciones estéticas sobre la hermenéutica de Gadamer. Herder, México, 2005.
María Antonia González Valerio Un tratado de ficción. Ontología de la mimesis. Herder, México, 2010.
Paulina Rivero Weber Cuestiones hermenéuticas. De Nietzsche a Gadamer. Ítaca, México, 2006.
María Antonia González Valerio, Greta Rivara Kamaji y Paulina Rivero Weber Entre hermenéuticas, UNAM, México, 2004.